# АЕС Каттеном
АЕС Каттеном (фр. Centrale nucléaire de Cattenom) — діюча атомна електростанція на північному сході Франції в регіоні Лотарингія. 
АЕС розташована на території комуни Каттеном в департаменті Мозель. При виборі місця для станції був передбачений ризик повені — вона розташована за 3 км від річки Мозель і знаходиться на 20 метрів вище позначки всіх повеней, що колись відбувалися в цьому регіоні.
АЕС включає в себе 4 енергоблоки з реакторами з водою під тиском (PWR) P'4 розробки Framatome потужністю по 1362 МВт кожен.

## Історія
Рішення про розміщення електростанції датується 1978 роком (уряд Раймона Барра). Люксембург тоді рішуче оскаржив це рішення. Розташування реакторів станції почалося в 1979 році і закінчилося в 1991 році. Станція була розташована на місці колишніх казарм 168-го піхотного полку, який відповідав за оборону робіт лінії Мажино, які розташовані в лісі Каттеном (структура Гальгенберга, структура Кобенбуша, структура Буа-Карре та ін.).
З самого початку проекту атомній електростанції Каттеном протистояли у Франції, Люксембурзі, Німеччині та особливо в прикордонному регіоні Саар.

## Події
- У березні 2001 року реакторну будівлю енергоблоку No3 було евакуйовано зі 131 людиною, ймовірно, через помилкову тривогу. Ніхто не постраждав, викидів радіації не було[2].
- У березні 2005 року вісім працівників зазнали опромінення[3].
- 12 березня 2008 року працівник отримав приблизно 1/20 річної максимально допустимої дози[4].
- 28 лютого 2013 року двоє контрактників загинули і третій отримав важкі травми внаслідок нещасного випадку під час ремонтних робіт у будівлі реактора. Вони працювали на платформі, яка, схоже, від’єдналася, скинувши працівників на кілька метрів на поверх нижче[5].
- 7 червня 2013 року загорівся силовий трансформатор блоку №1. Блок автоматично вимкнувся, і ніхто не постраждав[6].
- 11 червня 2013 року загорівся силовий трансформатор енергоблоку №3[7]. У конструкції трансформатора використовувався поліхлордифеніл, який, як відомо, є токсичним і канцерогенним при вдиханні[8].
- Увечері 31 січня 2017 року близько 22 години загорілася адміністративна будівля. Реактори не були зупинені і продовжували працювати в нормальному режимі після пожежі[9].

Цей список не є повним. Посилання включають офіційний список ASN, у якому названо 88 подій між березнем 2000 року та березнем 2008 року.

## Інформація по енергоблоках
| Енергоблок | Тип реакторів     | Потужність | Потужність | Початок будівництва | Фізпуск    | Підключення до мережі | Введення в експлуатацію |
| Енергоблок | Тип реакторів     | Чиста      | Брутто     | Початок будівництва | Фізпуск    | Підключення до мережі | Введення в експлуатацію |
| ---------- | ----------------- | ---------- | ---------- | ------------------- | ---------- | --------------------- | ----------------------- |
| Каттеном-1 | PWR, P'4 REP 1300 | 1300 МВт   | 1362 МВт   | 29.10.1979          | 24.10.1986 | 13.11.1986            | 01.04.1987              |
| Каттеном-2 | PWR, P'4 REP 1300 | 1300 МВт   | 1362 МВт   | 28.07.1980          | 07.08.1987 | 17.09.1987            | 01.02.1988              |
| Каттеном-3 | PWR, P'4 REP 1300 | 1300 МВт   | 1362 МВт   | 15.06.1982          | 16.02.1990 | 06.07.1990            | 01.02.1991              |
| Каттеном-4 | PWR, P'4 REP 1300 | 1300 МВт   | 1362 МВт   | 28.09.1983          | 04.05.1991 | 27.05.1991            | 01.01.1992              |